# شمال هند
شمال هند یا هند شمالی تعریفی عمومی و گسترده در توصیف مناطقی است که در شمال کشور هند قرار دارند. جلگه سند و گنگ و هیمالیا دو عارضه جغرافیایی مهم شمال هند هستند که این منطقه را از فلات تبت و آسیای مرکزی جدا می‌کنند.
اصطلاح شمال هند رسماً اشاره به ایالت پنجاب، جامو و کشمیر، هاریانا، هیماچال پرادش، اوتار پرادش، اوتارکاند و قلمرویهای متحد دهلی و چندی گر دارد. ایالتهای دیگری نیز هستند که رسماً بخشی از شمال هند نیستند اما در کاربرد سنتی، فرهنگی و زبانی به عنوان بخش‌هایی از شمال هند شناخته می‌شوند. راجستان، بیهار و مادیا پرادش از این دسته‌اند.
شمال هند مرکز تاریخی حکومت‌های موریا، گوپتا، پلا، Harsha، مغول، مراتا سور، سیک امپراتوری هند-بریتانیا بوده‌است. فرهنگ متنوعی در شمال هند دیده می‌شود. مراکز زیارتی هندوها در چاردام، هاریدوار، بنارس، ایودیا، ماتورا و الله‌آباد و نیز مراکز زیارتی بودایی، معبد طلایی سیک‌ها و مناطق دیگر مانند پارک ملی ناندا، معابد خاجوراهو، تپه قلعه راجستان، جانتر مانتر (جیپور)، غارهای صخره ای ر بهیمباتکا، بنای سانچی، قطب منار، لال قلعه، آگرا، فاتح پور سیکری و تاج محل در شمال هند هستند.

## جغرافیا

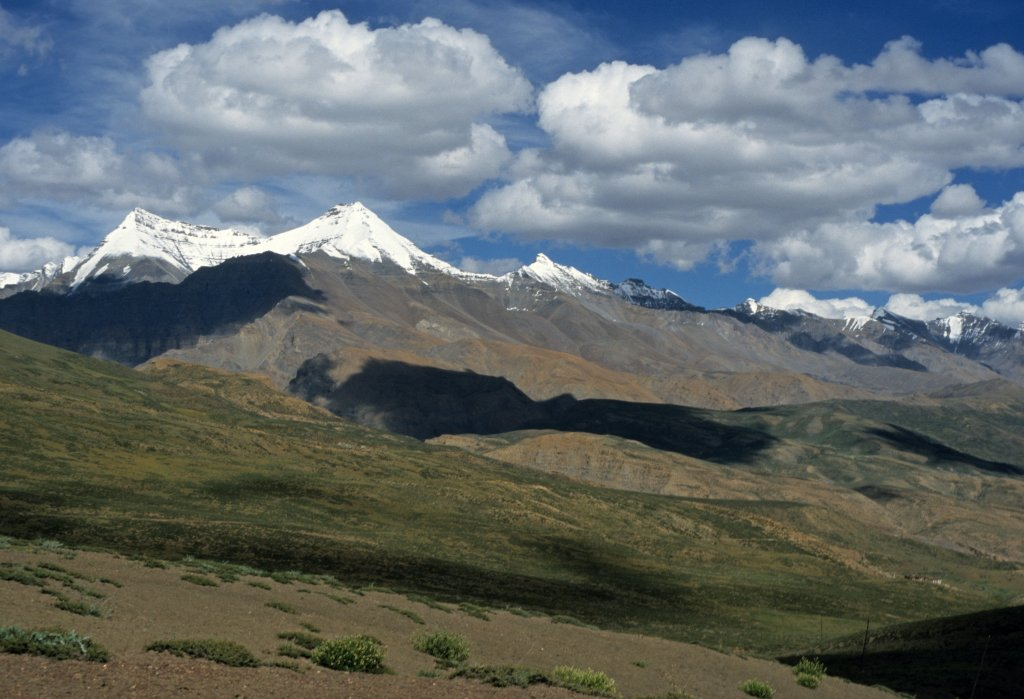
شیلا با ارتفاع ۷۰۲۶ متر.

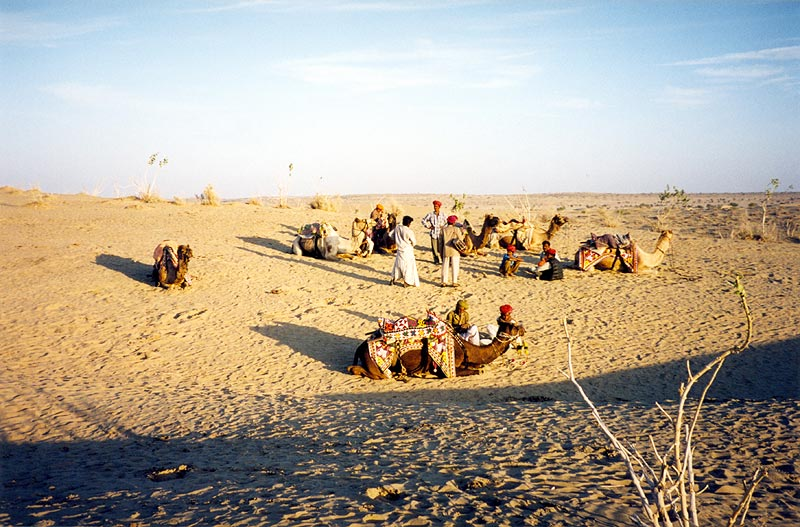
بیابان تار در نزدیکی Jaisalmer راجستان.

شمال هند بر روی هند قاره ای و شبه جزیره هند قرار دارد. در شمال آن، رشته کوه هیمالیا مرز بین شبه قاره هند و فلات تبت است. در غرب، بیابان تار بیابان مشترک بین شمال هند و پاکستان است.
شمال هند جزو مناطق معتدل کره زمیناست. هر چند زمستان‌های خنک یا سرد با تابستان‌های گرم و وزش بادهای موسمی پدیده‌های غالب این منطقه هستند.

## زبان

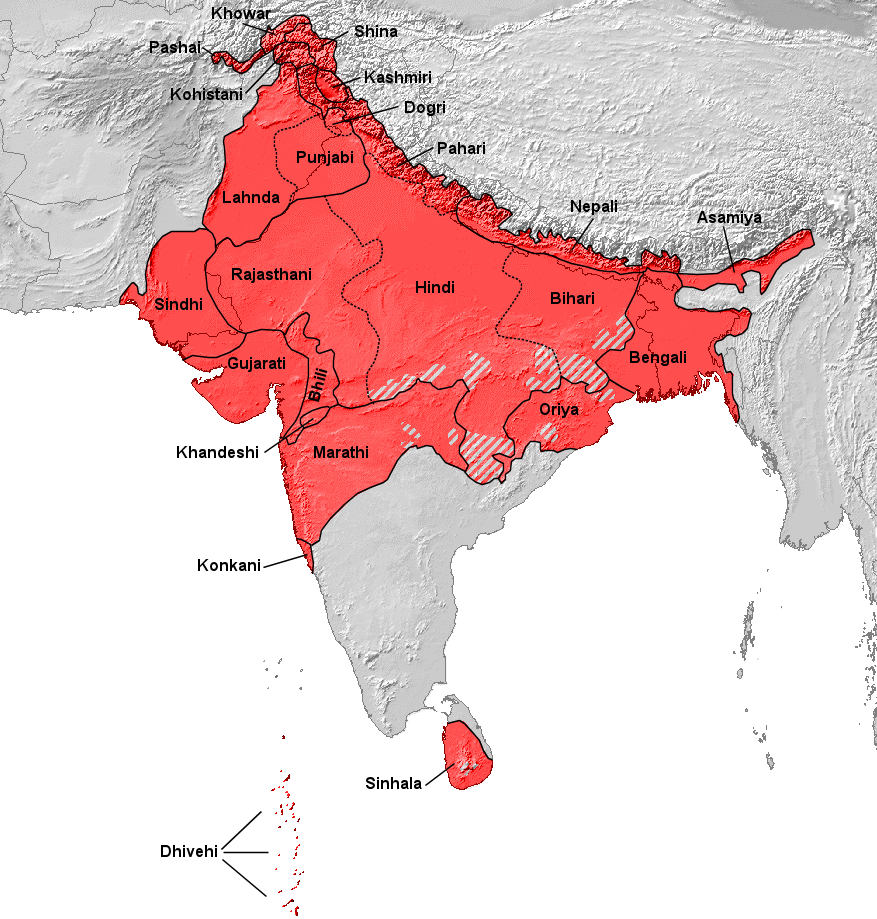
توزیع زبانهای هند و آریایی.

از نظر زبان‌شناسی، شمال هند در سیطره زبان‌های هندواروپایی است. زبان‌های دراویدی شمالی، تبتی-برمه‌ای و آستروآسیایی (مانند موندا) نیز در این منطقه رایج هستند.

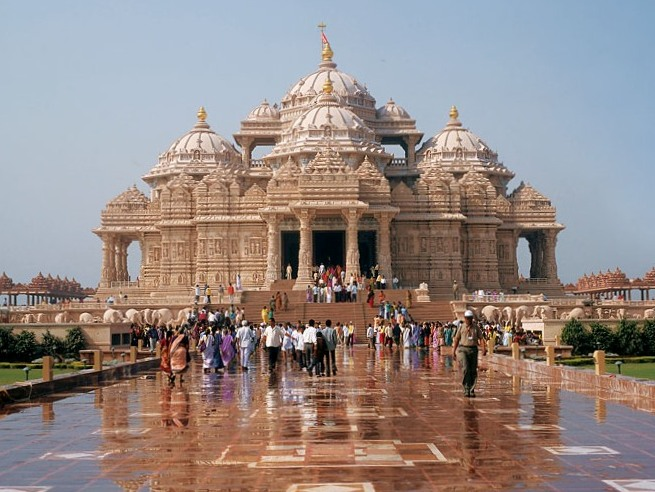
معبد Akshardham دهلی نو